# Casimiro Alcorta
Casimiro Alcorta (Santiago del Estero; 1840 - Buenos Aires; 1913) fue un destacado músico argentino, considerado uno de los padres del tango. Es el compositor del famoso tango «Cara sucia», el más antiguo de autor conocido, así como de los tangos «La yapa» y «Entrada prohibida», este último luego acreditado a los hermanos Teisseire. Formó un dúo de violín y clarinete con el Mulato Sinforoso, y una célebre pareja de tango con La Paulina. José Gobello lo ha considerado como el padre del tango.

## Biografía

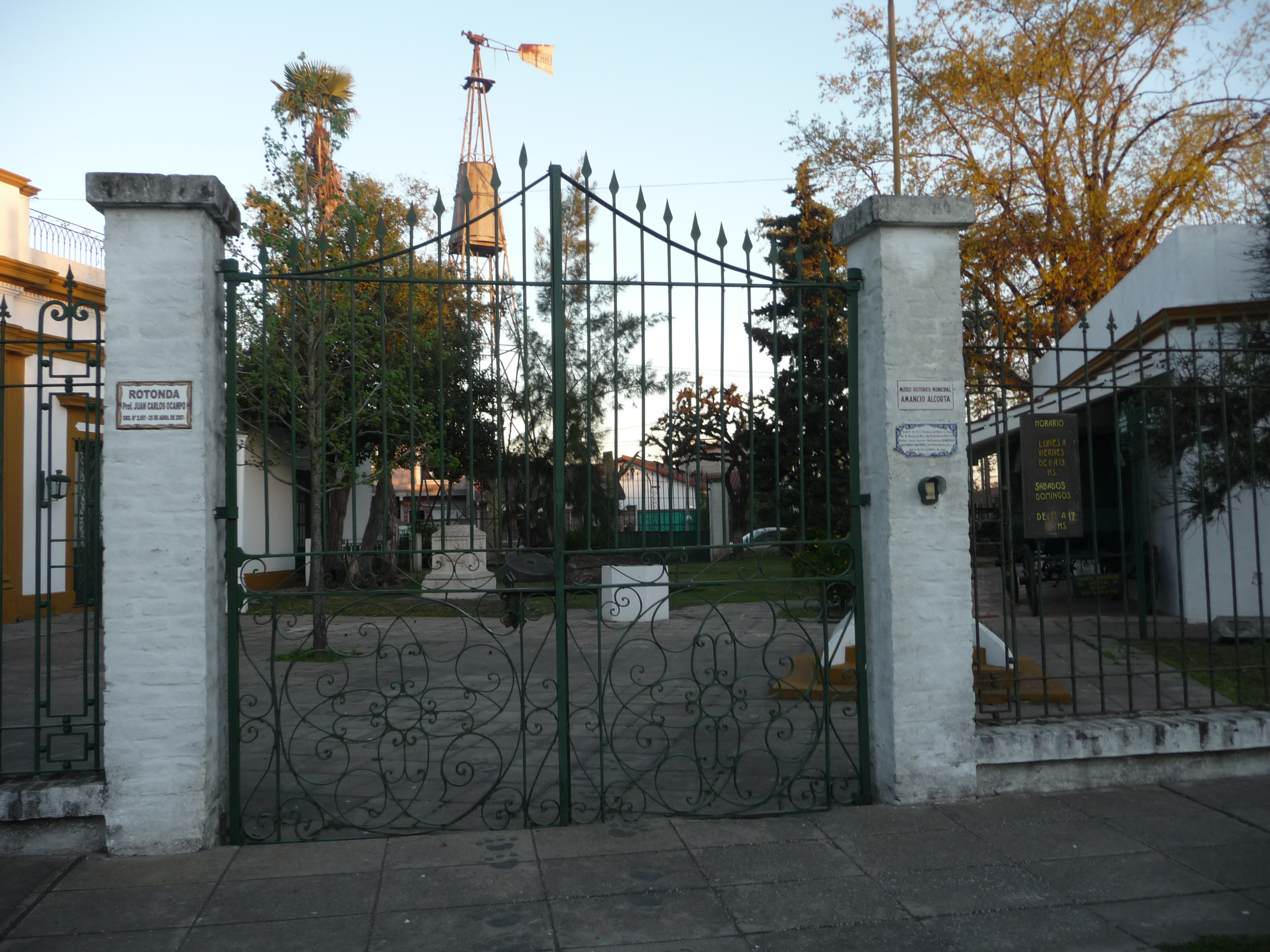
Casa de Amancio Alcorta en el partido de Moreno. La madre de Casimiro Alcorta era su esclava y él su liberto, razón por la cual se le impuso el apellido.

Hijo de esclavos y él mismo liberto cuando niño, le fue impuesto el apellido de su dueño, como se estilaba. Su madre, Casimira, era esclava del estanciero y músico Amancio Alcorta (1805-1862), uno de los primeros compositores clásicos de Argentina. De origen santiagueño, Amancio Alcorta se radicó en Buenos Aires en 1853, siendo propietario de la mayor parte de las tierras del actual partido de Moreno, en el Gran Buenos Aires.
Casimiro es mencionado por primera vez en 1913, en la primera historia del tango publicada, la que realizara José Antonio Saldías bajo el seudónimo de Viejo Tanguero, en un artículo titulado "El tango: su evolución y su historia" y publicado en Crítica.
Se destacó como violinista, bailarín y compositor. Su actuación se extendió entre 1855 y 1913, es decir, desde los primeros momentos en que el tango comenzó a formarse, hasta que tomó forma definitiva e identidad propia durante la llamada Guardia Vieja. Solía actuar en el Scudo d’Italia, en la “casita” de Laura, en El Prado Español y en una milonga que se encontraba en la Calle del Temple (luego Viamonte).
Como violinista formó el primer conjunto de tango del que se tenga registro, junto al Mulato Sinforoso en clarinete y seguramente un guitarrista. El conjunto actuó desde la década de 1870 hasta fines de la década de 1890.
Como bailarín, formó una célebre pareja con su compañera La Paulina, de origen italiano, con quien permaneció hasta su muerte en 1913.
Como compositor es autor del famoso tango "Concha sucia" (1884), que varias décadas después sería renombrado "Cara sucia" por Francisco Canaro y modificada su letra para "adecentarlo", hecho esto por Juan Caruso. Compuso también los tangos "La yapa" y "Entrada prohibida", esta última luego acreditada a los hermanos Teisseire.
Es muy probable que muchos de los tangos compuestos entre 1870 y 1900 le pertenecieran, incluso aquellos acreditados a otros compositores.
Murió en Buenos Aires en 1913, en brazos de Paulina.

## Tangos
- Concha sucia, 1884
- La yapa
- Entrada prohibida
- El choclo